# 30 Hudson Street
30 Hudson Street, también conocida como Goldman Sachs Tower, es un edificio de 238 m de altura y 42 pisos ubicada en Jersey City (Estados Unidos). Es el segundo edificio más alto de Nueva Jersey. Completada en 2004, la torre fue diseñada por César Pelli y fue el edificio más alto del estado durante 14 años. Alberga oficinas, una cafetería, una unidad de salud y un gimnasio de servicio completo que incluye una clínica de fisioterapia.
El edificio está en el área de Exchange Place cerca de la estación Exchange Place del sistema PATH y se puede acceder a él mediante el tren ligero Hudson-Bergen en las paradas de Essex Street y Exchange Place.
La torre se encuentra en el paseo marítimo con vistas al río Hudson y al Bajo Manhattan y es visible desde los cinco distritos de la ciudad de Nueva York . En un día despejado, el edificio puede verse desde Highlands hacia el sur y desde Bear Mountain hacia el norte, 64 km de distancia.
Originalmente destinado a ser un edificio de uso exclusivo para las unidades de oficina intermedia y administrativa de Goldman Sachs, los niveles de personal inferiores a los proyectados en el banco luego de la crisis financiera mundial obligaron a Goldman a buscar la ocupación de otros inquilinos para evitar la pérdida de ingresos por alquiler.  Desde 2020, el edificio también alberga la sede de Organon International, AIG y Lord Abbett.

## Historia
Originalmente, la torre estaba destinada a ser la pieza central de todo un campus de Goldman Sachs en Exchange Place, que incluiría un centro de formación, una universidad y un gran complejo hotelero. Muchos de los comerciantes de acciones de la empresa con sede en Manhattan se negaron a mudarse de Wall Street, lo que retrasó la ocupación de los 13 pisos superiores del edificio, que permanecieron vacantes hasta principios de 2008.
Una vez que una parte abandonada y en su mayoría industrial de Jersey City, el área de Exchange Place forma parte de la Costa Dorada de Nueva Jersey, una franja de tierra revitalizada a lo largo de la antigua orilla oeste industrial del Hudson. El desarrollo económico en la década de 2000 estimuló el desarrollo residencial, comercial y de oficinas a gran escala a lo largo de la costa.
Aunque la ubicación fue rechazada en gran medida por los ejecutivos financieros de la empresa, 4.000 empleados de Goldman Sachs se mudaron al edificio, incluidos gran parte de los departamentos de bienes raíces, tecnología, operaciones y administración de la empresa. El edificio está certificado bajo LEED -NC Versión 2.0 del US Green Building Council . El edificio está rodeado de andamios de protección peatonal desde 2010.
La empresa completó la construcción de otra torre en 2010 para albergar la mayor parte de sus departamentos comerciales y de ventas. Está ubicado en 200 West Street en el Bajo Manhattan, justo al norte de Brookfield Place (anteriormente el World Financial Center), casi directamente al otro lado del agua de 30 Hudson. Bajo su "estrategia de Venecia ", Goldman Sachs trabaja en conjunto con NY Waterway para transportar trabajadores entre los dos edificios en transbordadores privados.

## En la cultura popular
El edificio fue utilizado en 2016 por la campaña presidencial de Bernie Sanders para simbolizar los vínculos de Goldman Sachs y Hillary Clinton con la empresa.
El edificio, junto con los rascacielos que lo rodean, es la imagen de fondo del audio grabado para el Global DJ Broadcast World Tour de Markus Schulz grabado en Barcode en la cercana Elizabeth .

## Galería

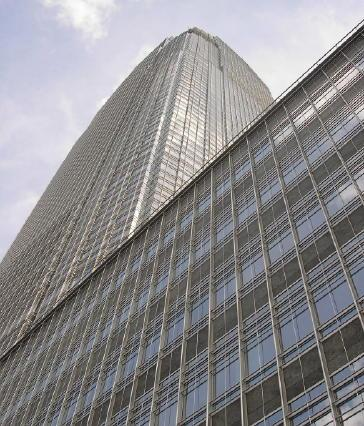
Desde le nivel de la calle
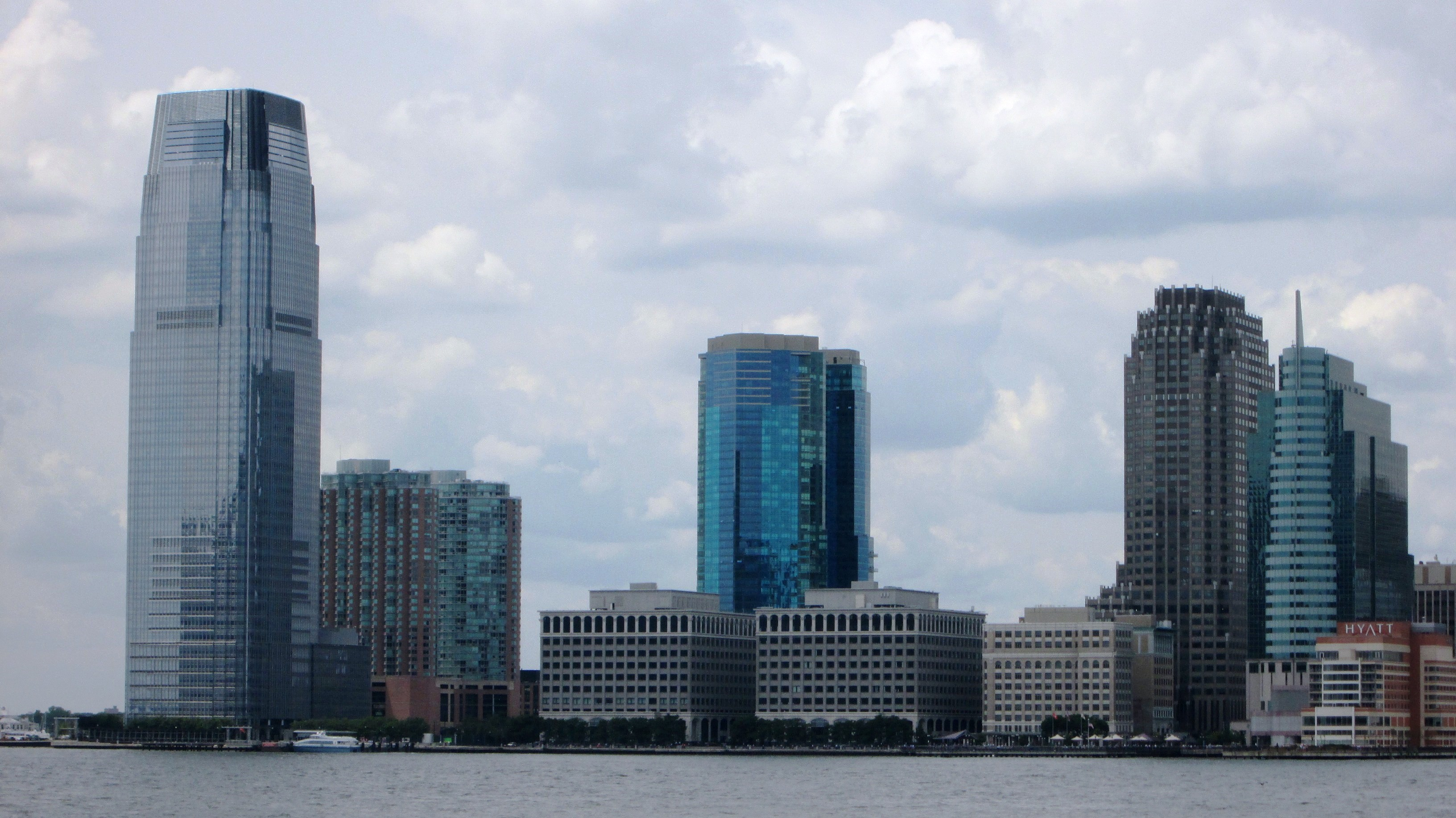
En el skyline de Jersey City
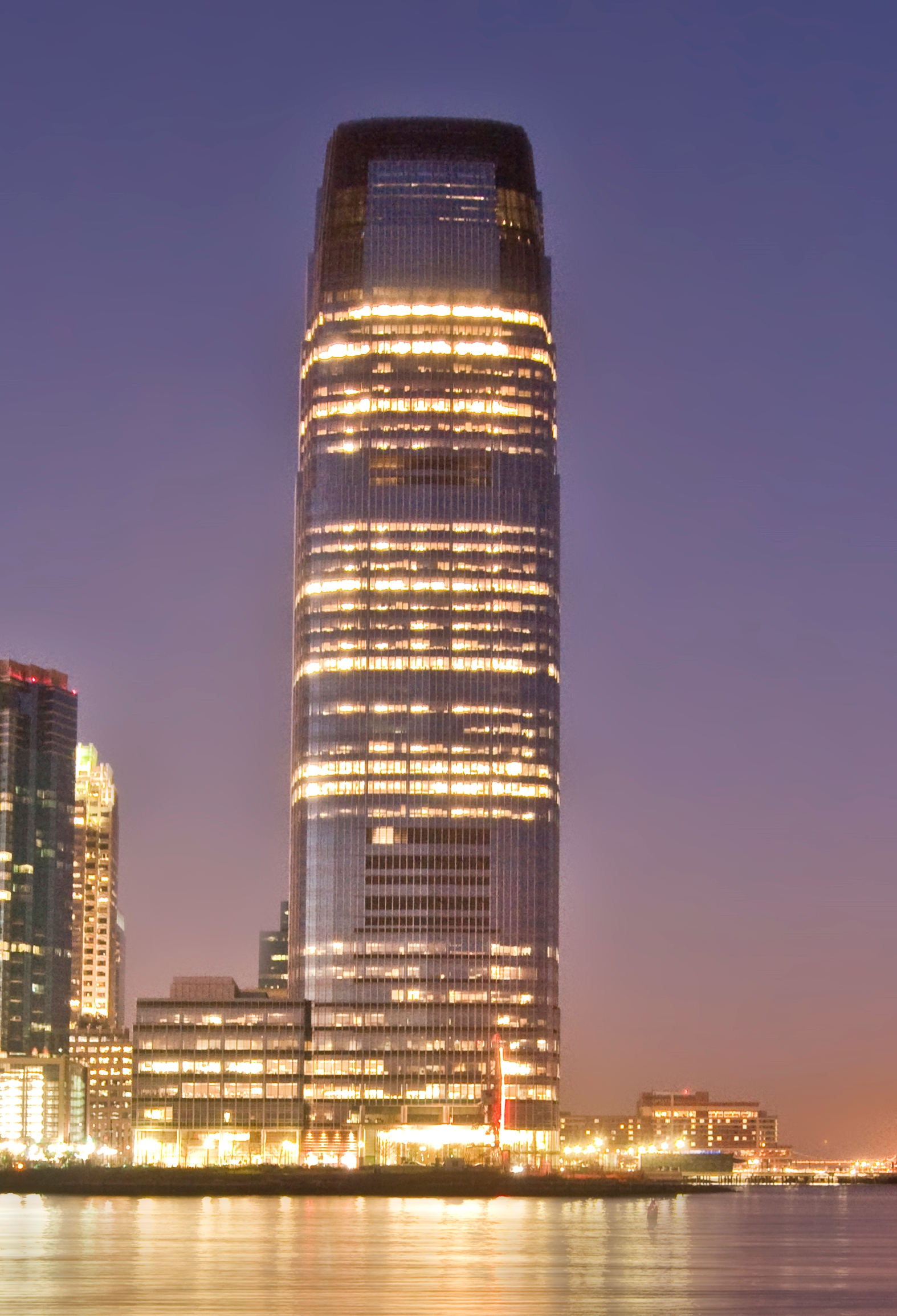
Iluminación nocturna
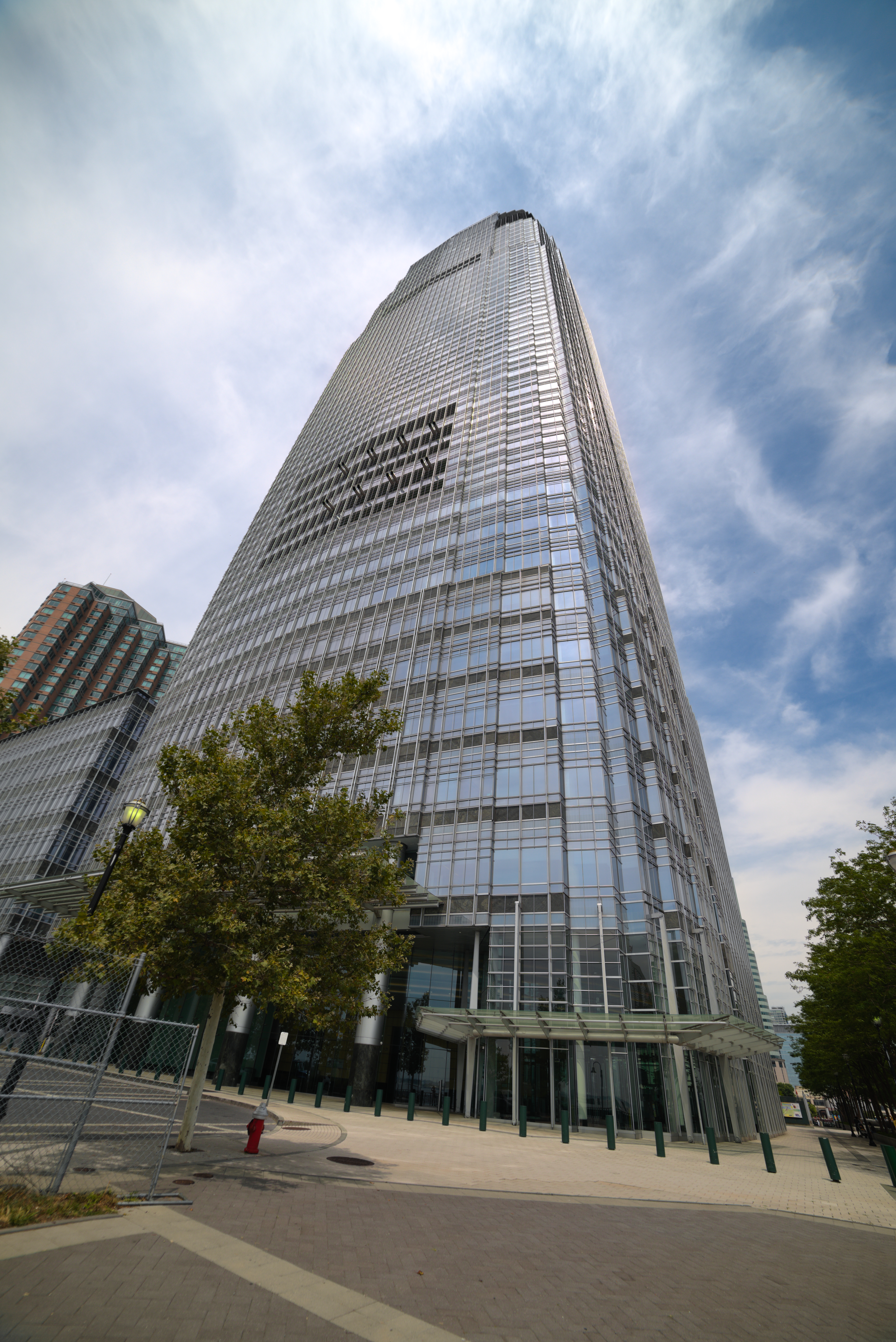
Desde el Colgate Center